# Villa Raffaelli
Die Villa Raffaelli (oder Villa De Rafele) besser bekannt als Villa Mezzanotte, ist ein Landhaus aus dem 19. Jahrhundert im Viertel San Carlo all’Arena von Neapel in der italienischen Region Kampanien. Sie liegt an der Via Ponti Rossi.

## Geschichte und Beschreibung
In der Zeit der französischen Herrschaft (1799–1815) war das Haus durch ein komplexes System von Rampen mit der Straße verbunden. Soviel man weiß, ist das heutige Gebäude das Resultat etlicher Umbauten, die gleich nach dem Ende der französischen Herrschaft begannen.

## Quelle
- Yvonne Carbonaro: Le ville di Napoli. Tascabili Economici Newton. Newton & Compton, Rom 1999. ISBN 88-8289-179-8.

Koordinaten: 40° 52′ 20,7″ N, 14° 15′ 41,7″ O